# Прапор Медведівки (Черкаський район)
Прапор Медведівки — офіційний символ села Медведівка, Черкаського району Черкаської області, затверджений 29 січня 1998 року рішенням сесії сільської ради.
Автор — А. Гречило.

## Опис
Квадратне полотнище, яке складається з трьох вертикальних смуг — синьої, білої та синьої (співвідношення їхніх ширин рівне 1:3:1), на білому полі чорний лук, на якому натягнута до древка червона стріла, над ними — синя літера «М».

## Значення символів
Основою для сучасних символів став сюжет із давнього герба містечка. Сигль «М» вказує на його назву, а лук із натягнутою стрілою — на козацьке укріплене поселення.